# Albufera de Valencia
Az Albufera de Valencia (röviden La Albufera) egy tengerparti tó a spanyolországi Valencia tartományban.

## Fekvése
Valencia városától 10 km-re délkeletre terül el. 22 km hosszú, 7 km széles. A Földközi-tengertől keskeny homokos földnyelv választja el.

## Növény- és állatvilága
- Vízi madarakban és halban (pl. acélmárna) bővelkedik.
- A földnyelvet jelentős részében tengeri fenyő (Pinus Pinaster Sol.) borítja.